# 슈츠 (영화)
《슈츠》(영어: Suits)는 미국에서 제작된 에릭 웨버 감독의 1999년 코미디 영화이다. 로버트 클라인 등이 출연하였다.

## 출연진
- 로버트 클라인
- 토니 헨드라
- 래리 파인
- 폴 러자
- 랜디 펄스틴
- 에드와도 밸러리니
- 잉그리드 로저스
- 제임스 빌러메어
- 조엘 카터

## 기타 제작진
- 배역: 리나 토드